# Campo Ampú
Comunidad Indígena Campo Ampú (más conocida como Campo Ampú) es una localidad paraguaya del departamento de Boquerón, ubicada en el kilómetro 580 de la ruta PY12, a unos 617 km de Asunción.
Actualmente la localidad cuenta con escasa población, teniendo unos 60 habitantes aproximadamente, siendo la mayoría de ellos indígenas de la etnia Nivaclé.
Administrativamente forma parte y depende del distrito de Boquerón (Ex Neuland), ubicado a unos 148 kilómetros de distancia.

## Historia
Desde el año 1992 hasta el año 2021 Campo Ampú formó parte del distrito de Mariscal Estigarribia.
Luego, desde el 13 de enero de 2021, la localidad pertenece al municipio de Boquerón (Ex Neuland).

## Geografía
Campo Ampú se ubica en el kilómetro 580 de la ruta PY12. Al noroeste y norte limita con Fortín Capitán Joel Estigarribia, al noreste y este con la extensa zona rural de Boquerón, al sureste con Santa María de los Doce Apóstoles, al sur con Fortín Ayala Velázquez y Agropil, al suroeste con la Comunidad Indígena Mistolar y al oeste con El Solitario, respectivamente.
| Noroeste: Fortín Capitán Joel Estigarribia | Norte: Fortín Capitán Joel Estigarribia | Nordeste: Boquerón                         |
| Oeste: El Solitario                        |                                         | Este: Boquerón                             |
| Suroeste: Comunidad Indígena Mistolar      | Sur: Fortín Ayala Velázquez Agropil     | Sureste: Santa María de los Doce Apóstoles |

## Clima
Según la clasificación climática de Köppen Campo Ampú tiene un clima semiárido cálido uno de los extremos del país, siendo conocido por sus temperaturas altas y hostiles, que van desde los 46 °C a la sombra en verano y van hasta los -7 °C en invierno. El invierno es seco, mientras que el verano es un poco húmedo y con ciertas lluvias esporádicas.

## Infraestructura
La infraestructura de la zona actualmente es muy pobre y prácticamente nula, pero se espera que esto mejore en los próximos años.
La comunidad cuenta con una importante laguna de agua (tajamar) que abastece a los pobladores y productores de la zona.